# Cynopotamus juruenae
Cynopotamus juruenae é uma espécie de peixe da família dos Caracídeos e da ordem dos caraciformes. Os machos podem alcançar 8,5 cm de comprimento. Vivem em zonas de clima tropical, na América do Sul, mais especificamente, na bacia do rio Juruena, no Brasil.